# TJ Valašské Meziříčí
Tělovýchovná jednota Valašské Meziříčí w skrócie TJ Valašské Meziříčí – czeski klub piłkarski, grający w IV lidze czeskiej, mający siedzibę w mieście Valašské Meziříčí.

## Historia
Klub został założony w 1925 roku. Przez lata grał w niższych ligach Czechosłowacji. Po rozpadzie Czechosłowacji grywał głównie w czwartej lidze czeskiej. W sezonie 2016/2017 po raz pierwszy awansował do Moravskoslezskej fotbalovej ligi.

## Historyczne nazwy
- 1925 – SK Valašské Meziřčí (Sportovní klub Valašské Meziříčí)
- 1949 – Sokol Valašské Meziříčí
- 1953 – Tatran Valašské Meziříčí
- 1958 – TJ Valašské Meziříčí (Tělovýchovná jednota Valašské Meziříčí)

## Stadion
Domowe mecze klub rozgrywa na stadionie o nazwie Stadion TJ Valašské Meziříčí, położonym w mieście Valašské Meziříčí. Stadion może pomieścić 5000 widzów.